# Коллекционирование монет
Коллекционирование монет — процесс систематизированного собирания монет по каким-либо признакам (страна, год, рисунок на монете, материал, из которого она изготовлена, монетный двор и т. п.) с целью создания коллекции. Монеты, собираемые коллекционерами, часто включают бывшие в хождении недолгое время (то есть монеты в отличном состоянии), отчеканенные с ошибками, особенно красивые или исторически ценные экземпляры. Коллекционирование монет следует отличать от нумизматики, которая изучает историю монетной чеканки и денежного обращения по монетам, хотя обе дисциплины находятся в тесном взаимодействии.

## История
Люди собирали монеты с целью накопления денег (экономическая ценность). Однако коллекционирование монет за их эстетическую/художественную ценность появилось гораздо позже. Существуют исторические и археологические свидетельства о коллекционировании монет как минимум со времен Древнего Рима. Так, Светоний (69-122 н.э.) в своей «Жизни двенадцати цезарей» писал, что император Август ценил старые и иностранные монеты и дарил их своим друзьям во время праздников. Клад, найденный в древнеримском поселении Види (ныне район в городе Лозанна, Швейцария), содержал около 70 золотых монет, причём все они разных типов, что подразумевает то, что их собирали не просто ради ценности как платёжного средства.
Во время правления императора Траяна Деция (249—251 н.э.) римский монетный двор выпустил серию монет, посвящённую обожествленным императорам от Августа до Александра Севера. Дизайн монет повторял дизайн монет соответствующих императоров, некоторые из которых были выпущены два с половиной века назад. Для того чтобы сделать возможным этот выпуск, нужны были старые монеты в качестве прототипов, так что, по всей видимости, они были взяты из чьей-то коллекции.
Коллекционирование монет становится популярным к концу Средневековья (XIV век) и в раннее Новое время. В эпоху Возрождения многие представители правящих классов начинают собирать коллекции старинных монет. Примерами таких коллекционеров являются папа Бонифаций VIII, император Священной Римской империи Максимилиан, французский король Людовик XIV, император Фердинанд I, Генрих IV во Франции. Из-за того, что в то время только очень состоятельные люди могли позволить себе собирать такие коллекции, коллекционирование монет становится известно как «хобби королей».
На протяжении XVII—XVIII веков коллекционирование остаётся привилегией обеспеченных людей. Но в эпоху Просвещения рациональное мышление приводит к появлению более научного и систематического подхода к собиранию и изучению монет. Именно тогда возникает нумизматика как академическая дисциплина. В течение XIX и XX веков коллекционирование монет становится всё более популярным занятием, появляются выставки монет, монетные аукционы, торговые дома, специализирующиеся на торговле монетами.

## Коллекционирование

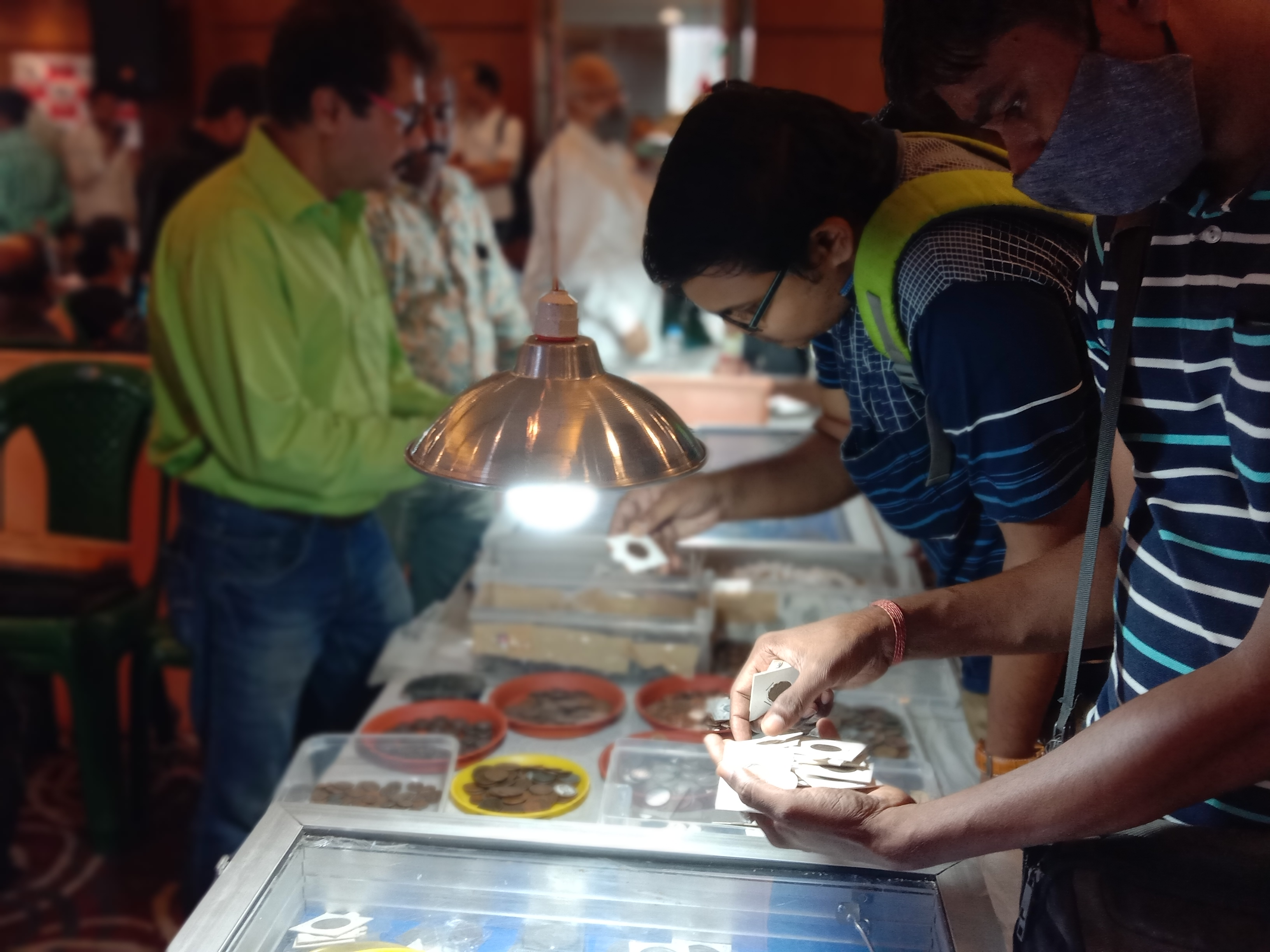
Коллекционерами монет

Коллекционерами монет часто становятся, поначалу сохраняя обычные монеты из регулярного обращения. Это могут быть как монеты, оставшиеся после поездки за границу, так и просто интересная монета, каким-либо образом оказавшаяся в руках человека.. Иногда коллекции переходят по наследству от коллекционера к будущему коллекционеру. Со временем, если интерес к собиранию монет не пропадает, он превращается в хобби. У некоторых собирателей увлечение коллекционированием монет может перерасти в интерес к изучению определённой страны, её культуры и истории. 
Коллекционирование тесно связано с изучением технологий изготовления денег, материалов, из которых чеканят монеты, а также с оценкой объективной стоимости каждой из монет, выявлением подделок, фальшивых денег. Любительство в этой области может сочетаться с профессиональными интересами тех, чья работа так или иначе посвящена выпуску и обращению денег. Специально для коллекционеров к юбилейным, знаменательным датам монетные дворы выпускают памятные коллекционные монеты. Коллекционирование монет часто связывают с вложением в инвестиционные монеты, однако цели этих процессов различны, инвестирование подразумевает перепродажу после некоторого повышения стоимости денег.
Большинство коллекционеров со временем приходят к определённой специализации, это могут быть монеты определенных стран, исторических периодов, тематик (например, по определённому царю, растению, символике), номиналов (1 цент США, 50 копеек, 1 марка), а также монеты со специфическими свойствами (например, монеты с такими ошибками, как отсутствующий гурт, двойной аверс или реверс; редкие разновидности).
Коллекционирование монет иногда стимулирует ещё одно хобби — кладоискательство. Это связано с желанием коллекционера разнообразить свою коллекцию, не покупая монеты, а добывая их самостоятельно. Но бывает и так, что увлечение коллекционированием монет возникает из-за первоначального увлечения кладоискательством.
Люди собирают монеты по ряду причин: для забавы, заработка, воспоминания, хобби или иных целей. Коллекционирование монет - интересный способ для расширения кругозора и изучения истории стран. Ведь человек, получивший в подарок или приобретший монету, непременно ринется её изучать.

## Где хранятся монеты
Холдеры специальные картонные держатели с наличием прозрачного оконца, монетные планшеты, флипы - двойные пластиковые кармашки, пластиковые холдеры – во всём этом также можно надежно сохранить свои монетки. Картонные холдеры являются простейшим и доступным местом для размещения монет.
Кроме того монеты можно хранить в специальных альбомах с прозрачными страницами и кормашками для монет. В СССР из-за дефицита, такие альбомы изготавливали самостоятельно. 